# Crossroads (Le Cap)
Pour les articles homonymes, voir Crossroads.
Crossroads (Kruispad en afrikaans) est un township d'Afrique du Sud, situé dans les Cape Flats à l'est de la ville du Cap. Il est administrativement directement rattaché à la municipalité métropolitaine de la ville du Cap.

## Étymologie
Le nom de Crossroads signifie carrefour en anglais.

## Localisation
Crossroads est située à l'est de la ville du Cap le long de la N2 en direction de l'aéroport international du Cap. Il est bordé à l'ouest par les townships de Nyanga et de Gugulethu, au nord par Settlers Way (la N2) qui la sépare de Matroosfontein et au sud par le township de Philippi.

## Quartiers
Le township de Crossroads se divise en 4 secteurs  : Boys Town, Crossroads SP, Gqobasi Informal, Klipfontein Glebe

## Démographie
Selon le recensement de 2011, Crossroads compte 36 043 habitants, essentiellement issus de la communauté bantou (96,71 %) de langue xhosa (88,97 %). Les Coloureds représentent 2,90 % des habitants et les blancs environ 0,008 % des résidents.

## Historique
Le township de Crossroads a été créé informellement dans les années 1970 par des travailleurs noirs expulsés de Browns Farm. Les ordres d'expulsions émis à partir de 1975 contre les résidents de Crossroads restèrent sans effet face à la mobilisation de comités de soutien (Black Sash, etc.) durant une campagne intitulée Save Crossroads. En 1977, plus de 18 mille personnes vivaient dans ce qui n'est alors qu'un bidonville. En 1978, Crossroads acquiert un statut officiel de camp d'urgence grâce à un arrêt de la cour suprême du Cap obligeant alors la ville du Cap à le pourvoir en services municipaux de base et à cesser de demander des ordres d’expulsions. Par la suite, Crossroads acquiert un statut légal et permanent ce qui permet aux bidonvilles de laisser la place aux premières réelles habitations.  
Durant les années 1980, Crossroads est un foyer d'opposants à l'apartheid réunis sous l'organisation parapluie de Front démocratique uni (United Democratic Front - UDF). Mais le township connait aussi d'importantes luttes fratricides sanglantes entre les anciens participants à la campagne Save Crossroads, réunis au sein de witdoeke, une organisation paramilitaire soutenue par la police sud-africaine, et la jeunesse radicalisée de l'UDF. La violence et l'anarchie qui règnent à Crossroads de 1983 à 1986 déteignent particulièrement sur les townships voisins. Ces combats fratricides amènent plusieurs milliers de personnes à fuir vers Khayelitsha pour échapper à la violence. 
En 1987, Crossroads devient officiellement un township autonome géré par un conseil municipal (Black local authority). 
Le premier maire de Crossroads élu est Johnson Ngxobongwana, un des leaders de la campagne Save Crossroads et chef du witdoeke. Il est destitué en 1990 et remplacé par Jeffrey Nongwe, l'un de ses anciens partisans, ancien membre du witdoeke mais rallié au congrès national africain.  Quant à Ngxobongwana, il rallie le parti national pour lequel il est l'un des candidats locaux aux élections générales sud-africaines de 1994.

## Politique
Les quartiers de Crossroads se partagent entre le 13e arrondissement (sub council 13) et  le 14e arrondissement du Cap  (sub council 14). Ils se partagent également entre 3 circonscriptions municipales : 
- la circonscription municipale no 35 (Airport - Philippi Island - Philippi Industrial - Klipfontein - Lower Crossroads - Luzuko Park - Thabo Mbeki) dont le conseiller municipal est Mzuzile Mpondwana (ANC)[2].
- la circonscription municipale no 36 (Crossroads au sud de la N2, à l'est de New Eisleben Road et au nord de Lansdowne Road - Nyanga) dont le conseiller municipal est Depoutch Elese (ANC)[3].
- la circonscription municipale no 39 (Crossroads au sud-ouest de Klipfontein Road et Settlers Drive, au nord-ouest de New Eisleben Road, au nord-est de Miller Street et NY5 - Nyanga) dont le conseiller municipal est Khaya Yozi (ANC)[4].